# Hampea trilobata
Hampea trilobata es una especie fanerógama perteneciente a la familia Malvaceae. Es originaria de México.

## Descripción
Es un arbusto o árbol frondoso que alcanza un tamaño de 2 a 7 m de altura. Las hojas son un poco redondeadas, la base acorazonada, en el anverso de color verde, en el reverso son aterciopeladas y blancas. Las flores son blancas, nacen de las axilas de las hojas y los frutos son unas cápsulas verde grisáceas que se abren en tres partes.

## Distribución y hábitat
Se distribuyen por México donde habita en clima cálido desde el nivel del mar hasta los 30 m de altura, asociada a bosque tropical perennifolio.

## Propiedades
En Quintana Roo se aprovechan sus propiedades medicinales para sanar la picadura de avispa, masticando la raíz.
También se indica para tratar el mal de ojo, mediante baños con el macerado acuoso de la planta.

## Taxonomía
Hampea trilobata fue descrita por Paul Carpenter Standley y publicado en Contributions from the United States National Herbarium 23(3): 787. 1923.